# بیپن
بیپن (به آلمانی: Bippen) یک شهر در آلمان است که در اوسنابروک واقع شده‌است. بیپن ۳٬۰۲۴ نفر جمعیت دارد.